# 伊東健人
伊東健人（日语：／ Itō Kento，1988年10月18日—）是日本男聲優，隸屬於81 Produce。

## 配音作品
※粗體字為主要角色

### 電視動畫
2014年
- 屬性同好會D-FRAGMENTS（學生）
- 星光樂園（男性）

2015年
- 俺物語!!（先鋒）
- 見習神仙精靈（鈴木）
- 銀魂゜（寺子屋的老師、男醫生）
- 新我們這一家（プロの人、肉まん、カレー屋さんの店員、宅配の人、ナレーション 他）
- Punch Line（W1）

2016年
- 見習神仙精靈（航太的父親）
- 忍者亂太郎（スッポンタケ忍者）
- MAGI魔奇少年 辛巴達的冒險（士兵A）
- 名偵探柯南 Epidode "ONE" 變小的名偵探（警官）
- 靈劍山 星塵之宴（朱秦）

2017年
- 靈劍山 通往睿智的資格（朱秦）
- 偶像大師 SideM（硲道夫）

2018年
- 阿宅的戀愛太難（二藤宏嵩）
- 偶像大師 SideM 事出有因Mini!（硲道夫）
- SSSS.GRIDMAN（やまと）
- 梅露可物語 -無精打采的少年與瓶中少女-（安特魯）

2019年
- 龍族拼圖（ヒップホップ俺）
- 指尖傳出的真摯熱情-青梅竹馬是消防員-（水野颯馬）普通版
- 非洲的動物上班族（蜜瓜熊）

2020年
- SHOW BY ROCK!! 活力棉花糖!!（安）
- 巨人族的新娘（水樹晃一）
- 『催眠麥克風 -Division Rap Battle-』Rhyme Anima（觀音坂獨步）
- 成年人不懂如何戀愛！（真島修二）
- 前說！（伊東健人）

2021年
- SHOW BY ROCK!! STARS!!（安）
- 2.43 清陰高中男子排球社（小田伸一郎）
- 龍先生，想要買個家。（勇者）
- 指尖傳出的真摯熱情2-戀人是消防員-（水野颯馬）普通版
- 境界觸發者（外岡一斗[1]）

2022年
- 與變成了異世界美少女的大叔一起冒險（橘日向〈男〉）
- Petit Sekai（青柳冬彌）

2023年
- 不相信人類的冒險者們好像要去拯救世界（赫魯）
- 我家的英雄（間島恭一[2]）
- 【我推的孩子】（雨宮吾郎[3]）
- 肌肉魔法使-MASHLE-（沃思·馬德爾[4]）
- 魔法少女毀滅者（第二代御宅英雄）
- B-PROJECT ～熱烈＊Love Call～（柏木文太[5]）
- 『催眠麥克風 -Division Rap Battle-』Rhyme Anima +（觀音坂獨步[6]）
- 豬肝記得煮熟再吃（諾特[7]）
- Fate/Grand Order 搞不懂的藤丸立香 年末特別篇2023（詹姆斯·莫里亞蒂）

2024年
- 月光下的異世界之旅 第二幕（伊爾姆甘德·霍普利斯[8]）
- WIND BREAKER—防風少年—
- 神明渴求著遊戲。（達克斯[9]）
- 隔壁的妖怪鄰居（一心）
- 鬼滅之刃 柱訓練篇
- 【我推的孩子】 第2期（雨宮吾郎）
- 黃昏光影（九条桐斗）
- 成為名留歷史的壞女人吧（哈德遜·艾瑞克[10]）

2025年
- 魔法使的約定（浮士德[11]）
- Classic★Stars – 古典樂★之星（莫札特[12]）
- 華Doll* -Reinterpretation of Flowering-（灯堂理人[13]）

2026年
- 異世界的處置依社畜而定（近藤誠一郎[14]）

### 劇場動畫
2015年
- 和諧

2021年
- 宇宙戰艦大和號2205 新的旅程 前章 -TAKE OFF-（坂本茂）

2022年
- 宇宙戰艦大和號2205 新的旅程 後章 -STASHA-（坂本茂）
- 怪盜皇后喜歡馬戲團（岩清水慎太郎）
- 特『刀劍亂舞-花丸-』～月之卷～（桑名江）
- 特『刀劍亂舞-花丸-』～華之卷～（桑名江）

2024年
- 永遠的大和號 REBEL3199 第一章 黑之侵略（坂本茂[15]）

2025年
- 劇場版 世界計畫 崩壞的世界與無法歌唱的初音未來（青柳冬彌[16]）
- 電影版『催眠麥克風 -Division Rap Battle-』（觀音坂獨步[17]）

### 網路動畫
2024年
- Fate/Grand Order 搞不懂的藤丸立香 第2期（詹姆斯·莫里亞蒂）

2025年
- 迪士尼 扭曲仙境 動畫版（Divus Crewel[18]）

### 電子遊戲
- 偶像大師SideM（硲道夫）
- 卡片戰鬥!! 先導者EX（藍千相馬）
- 催眠麥克風 -Alternative Rap Battle-（觀音坂獨步）
- 世界計畫 繽紛舞台！ feat.初音未來（青柳冬彌）
- 崩壞：星穹鐵道 （丹恒）
- Fate/Grand Order（詹姆斯·莫里亞蒂〔Ruler〕）
- 魔法使いの約束（Faust）
- 刀劍亂舞（桑名江）

## 外部連結
- 經紀公司個人資料頁（日語）
- 伊東健人的X（前Twitter）（日語）